# Лукаш, Павел
Па́вел Влади́мирович Лу́каш (род. 1960) — русскоязычный поэт, прозаик.

## Биография
Родился в 1960 году в Одессе.
В 1981-1983 годах служил в Советской армии на Курильских островах. В 1987 году окончил Одесский инженерно-строительный институт, получив специальность инженер-строитель.
В 1980-е годы вместе с такими одесскими поэтами и прозаиками, как Бальмина Рита Дмитриевна; Верникова Белла Львовна; Гланц Анатолий Франкович; Ильницкая Ольга Сергеевна; Межурицкий Петр; Четвертков Сергей и др., входил в литературную студию «Круг», которую вел Михайлик Юрий Николаевич.
В 1990 году репатриировался в Израиль. В настоящее время проживает в Израиле в городе Бат-Ям.
Член Союза писателей Израиля, член международного ПЕН-клуба (1994).
Совместно с Петром Межурицким и Яковом Шехтером основал в 1997 году Тель-Авивский Клуб Литераторов (ТАКЛ), из которого вышел в 2008 году.

## Отзывы критики
«У Лукаша все с в о е: он по-своему погружается в осмысление бытия человеческого, по-своему выныривает из тех осмыслений на поверхность фактов, ассоциаций, воспоминаний, по-своему иронично печалится о людских судьбах. И рифмы у него - свои, неожиданные и почти всегда очень точные, на которые надежно опираются строки». — Анатолий Алексин, 1997 год.

## Книги
- Лукаш П. От рождения и раньше. — Израиль: Мория, 1993. — 80 с.
- Лукаш П. Плюс-минус бесконечность. — Израиль: Мория, 1997. — 160 с. — ISBN 965-339-071-1.
- Лукаш П. Лилит. — Израиль: Библиотека Матвея Черного, 1999. — 31 с. — ISBN 965-7094-22-4.
- Лукаш П. То, что доктор прописал. — Израиль: Библиотека Матвея Черного, 2001. — 240 с. — ISBN 965-7094-21-6.
- Лукаш П. Разговор о Ренессансе. — Израиль, 2016. — 260 с. — ISBN 978-965-555-864-7.

## Альманахи, антологии
- Вольный город: Стихи. (Антология молодых одесских поэтов) — Одесса: Маяк, 1991. Составитель: Ю. Н. Михайлик.
- Поэты большого Тель-Авива — Израиль: Федерация союзов писателей Израиля, 1996. Составитель: Яков Шехтер.
- Левантийская корона — Израиль: Библиотека Матвея Черного, 1999. Составитель: Яков Шехтер.
- Глаголы настоящего времени — К.: Издательский дом Дмитрия Бураго, 2013. Составитель: Ю. Н. Михайлик.

Публиковался также в альманахах и антологиях: «Литературный Иерусалим», «Диалог», «Сто двадцать поэтов», «ОМК-2008», «Связь времен», «Пушкин в Британии» и др.

## Журналы
Произведения Павла Лукаша печатались в литературных журналах: «Сельская Молодёжь», «Алеф», «Круг», «Артикль», «22», «Иерусалимский журнал», «Крещатик», «Полдень. XXI век», «Интерпоэзия», «Зарубежные записки», «Слово Писателя», «Южное Сияние», «Литературный европеец». Рассказ «О Пегине и Тиме» был опубликован в журнале «Lettres russes» в переводе на французский язык.

## Достижения
Занимал призовые места в конкурсах «Сельская Молодёжь - 87» и «Сетевой Дюк». Лауреат конкурса «Акупунктура миниатюры» проекта «45-я параллель» .
Финалист фестиваля «Пушкин в Британии».